# Spacco

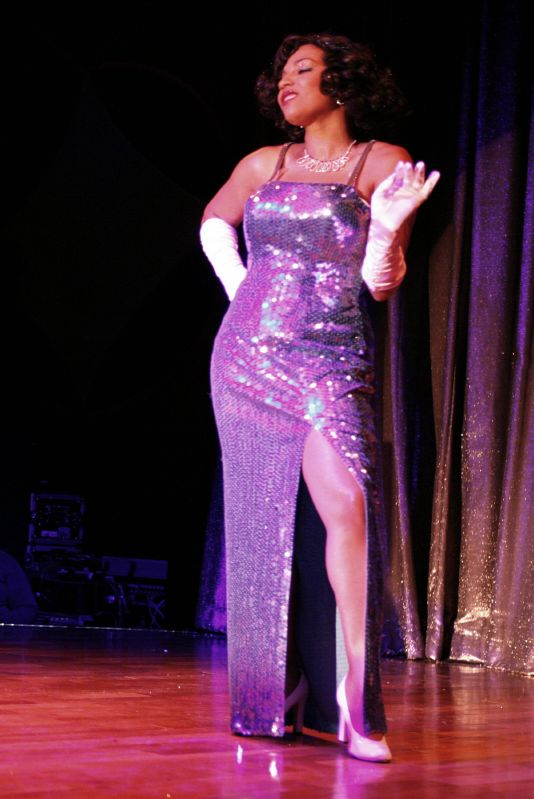
Abito coperto di paillettes con spacco

Lo spacco è un taglio o un'apertura che viene ricavato sulle gonne, per facilitare il movimento delle gambe dell'indossatrice. 
Lo spacco può trovarsi su un lato, sul retro o sul davanti della gonna, e può avere lunghezza differente a seconda del modello. Solitamente lo spacco comincia dall'orlo inferiore e sale ad un'altezza che può variare dalle ginocchia alle cosce. Lo spacco è un elemento tipico dei capi di abbigliamento, come abiti da sera o tailleur dotati di gonne particolarmente strette. In questo senso, lo spacco aumenta la capacità di apertura della gonna, e conseguentemente facilita il movimento delle gambe.
Oltre alla sua funzione pratica, lo spacco è spesso considerato un elemento di sex appeal per l'indossatrice. 